# Narciso Girbal y Barceló
Pour les articles homonymes, voir Girbal.
Narciso Girbal y Barceló, né à Palafrugell (Catalogne) en 1759 et mort à Gérone en 1828, est un missionnaire franciscain espagnol.

## Biographie
Après avoir enseigné à Barcelone à partir de 1774, il embarque en 1784 pour le Pérou, où il reste jusqu'en 1822. Il est supérieur des missions dans la province d'Ucayali. En 1799, il fonde la mission de Cocabambilla dans le département de Moquegua.
Il explora le cours des rivières de l'Ucayali et du Sarayacu.
Il est également le coauteur d'une relation et d'un carnet de voyage rédigés de 1790 à 1794, ouvrage traduit ultérieurement en anglais et en français :
Pierre François Henry, Voyages au Pérou, faits dans les années 1791 à 1794, par les pp. Manuel Sobreviela, et Narcisso y Barcelo : précédés d'un tableau de l'état actuel de ce pays, sous les rapports de la géographie, de la topographie, de la minéralogie, du commerce, de la littérature et des arts, des mœurs et coutumes de ses habitans de toutes les classes, publiés à Londres en 1805 par John Skinner, d'après l'original espagnol, traduits par P. F. Henry, vol. 2 tomes et 1 atlas, Paris, J. G. Dentu, 1809, lire en ligne sur Gallica.